# NGC 5229
NGC 5229 is een balkspiraalstelsel in het sterrenbeeld Jachthonden. Het hemelobject werd op 1 januari 1886 ontdekt door de Amerikaanse astronoom Lewis A. Swift.

## Synoniemen
- UGC 8550
- MCG 8-25-19
- ZWG 246.13
- FGC 1638
- PGC 47788